# Малая Быстрая
Ма́лая Бы́страя — река в Слюдянском районе Иркутской области. Правый приток Иркута.
Длина реки — 26 км.
Берёт начало в Хамар-Дабане, недалеко от границы с Тункинским районом Бурятии. Течёт с юга на север в горно-таёжной местности. В Быстринской впадине (восточный сегмент Туункинской котловины), в 1,5 км до впадения в Иркут, реку пересекает федеральная автодорога А333 «Тункинский тракт»
В 1—1,5 км к юго-востоку от устья находится деревня Быстрая.
Впадает с востока в Иркут по правому берегу, в 155 км от места его впадения в Ангару.